# بلوط آرکانزاس
بلوط آرکانزاس (نام علمی: Quercus arkansana) نام یک گونه از سرده بلوط است.